# Bodhmall
Bodhmall ou Bodmall é uma das protetoras da infância de Fionn Mac Cumhaill no Ciclo Feniano da mitologia irlandesa. Ela é uma druidesa e irmã do pai de Fionn Cumhal, e tanto ela quanto sua companheira Liath Luachra são conhecidas como grandes guerreiras.
A história de Bodhmall aparece em Os feitos da juventude de Fionn. Quando Cumhal é massacrado por Goll mac Morna, sua mulher Muirne teme pela segurança de seu filho. Bodhmall e Liath Luachra vão até ela e levam o garoto para ser educado na floresta de Sliabh Bladhma. Lá elas o ensinam a caçar e o acompanham em algumas de suas primeiras aventuras. Quando ele cresce e as notícias de suas façanhas se espalham, as mulheres guerreiras temem que ele irá atrair a atenção dos homens de Goll. Elas o enviam para o exterior para que encontre seu próprio caminho, tendo ensinado a ele tudo que sabiam.